# Lecanora phaeophora
Lecanora phaeophora är en lavart som först beskrevs av Stizenb., och fick sitt nu gällande namn av Hugo Magnusson. Lecanora phaeophora ingår i släktet Lecanora och familjen Lecanoraceae.   Inga underarter finns listade i Catalogue of Life.